# Scheele-zöld

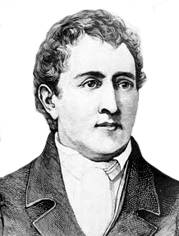
Carl Wilhelm Scheele

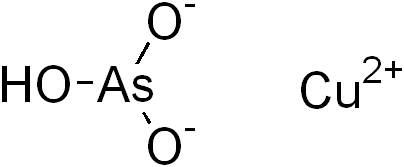
A Scheele-zöld szerkezeti képlete

A Scheele-zöld (svédzöld, arzénzöld) élénkzöld színű festékanyag, amit Carl Wilhelm Scheele (1742–1786) svéd vegyész rézszulfát ammónium-hidroxidos oldatát arzénessavval reagáltatva állított elő, majd szabadalmaztatott. Az arzén- és réztartalmú anyag (rézpiroarzenit CuHAsO3, amihez rézhidroxid keveredik) összetétele a schweinfurti zöldéhez hasonló: annál kevesebb arzént tartalmaz, de így is erősen mérgező. E tulajdonsága miatt használatát a legtöbb országban korlátozták, majd betiltották.
Főleg a 18–19. században volt népszerű, amikor ezzel a zölddel színezték a kor kedvelt tapétáit. Egy feltételezés szerint Napóleon is olyan szobában lakott száműzetésében, amelyben Scheele-zölddel színezett tapéta borította a falat, emiatt találtak viszonylag sok arzént megvizsgált hajtincsében.
Istállók falának festésére is használták, de kiderült, hogy némely penészgombák arzénhidrogénné redukálják, és ettől az állatok arzénmérgezést kaptak.
Igen hasonló hozzá a Mitis-zöld (bécsi zöld), amit a 19. század elején Ignaz von Mitis osztrák vegyész is állított elő; ez gyakorlatilag a Scheele-zöld és a schweinfurti zöld keverékének tekinthető.